# Gran City Pop
Gran City Pop é o nono álbum de estúdio da cantora mexicana Paulina Rubio, lançado em 23 de Junho de 2009 pela Universal Music Latino. O primeiro single do álbum, "Causa y efecto", foi lançado em 26 de Março de 2009, atingindo a primeira posição na Billboard Hot Latin Songs. O álbum teve mais dois singles, "Ni Rosas Ni Juguetes" e "Algo de ti".

## Alinhamento de faixas
| N.º | Título                   | Compositor(es)                                           | Produtor(es)        | Duração |  |
| 1.  | "Causa y Efecto"         | Mario Domm, Mónica Vélez                                 | Cachorro López      | 3:25    |  |
| 2.  | "La Danza del Escorpión" | Fernando José Montesinos Guerrero                        | Fernando Montesinos | 3:11    |  |
| 3.  | "Enséñame"               | Paulina Rubio, Estéfano, David Cabrera                   | Chris Rodriguez     | 3:39    |  |
| 4.  | "Melodía de Tu Alma"     | Paulina Rubio, Estéfano                                  | Chris Rodriguez     | 3:58    |  |
| 5.  | "Más Que Amigo"          | Paulina Rubio, Estéfano, David Cabrera                   | Chris Rodriguez     | 3:43    |  |
| 6.  | "Ni Rosas Ni Juguetes"   | Claudia Brant, Noel Schajris, Gian Marco                 | Cachorro López      | 3:15    |  |
| 7.  | "Amanecí Sin Ti"         | I. Padrón, Fernando Osorio, Andres Federico, Levin Wulff | Cachorro López      | 3:30    |  |
| 8.  | "Algo De Ti"             | Paulina Rubio, Rafael Vergara, Mauricio Gasca            | Lester Méndez       | 4:05    |  |
| 9.  | "A Contraluz"            | Paulina Rubio, Rafael Vergara                            | Lester Méndez       | 3:58    |  |
| 10. | "Escaleras de Arena"     | Mario Domm, Mónica Vélez                                 | Lester Méndez       | 2:41    |  |

| Faixas bônus |                                                                 |                                                          |                             |         |  |
| N.º          | Título                                                          | Compositor(es)                                           | Produtor(es)                | Duração |  |
| 11.          | "Ya Fue"                                                        | Paulina Rubio, Coti Sorokin                              | Coti Sorokin                |         |  |
| 12.          | "Causa y Efecto"                                                | Mario Domm, Mónica Vélez                                 | Alberto "Lion King" De León | 3:35    |  |
| 13.          | "Causa y Efecto" (DJ George Figares Club Mix)                   | Mario Domm, Mónica Vélez                                 |                             | 4:18    |  |
| 14.          | "El Tren De La Vida" (Faixa do iTunes)                          |                                                          |                             | 3:05    |  |
| 15.          | "Causa y Efecto" (Acústico - Faixa de pré-venda do iTunes)      | Mario Domm, Mónica Vélez                                 |                             | 3:48    |  |
| 16.          | "Amanecí Sin Ti" (Faixa do iTunes espanhol - Versão Motor City) | I. Padrón, Fernando Osorio, Andres Federico, Levin Wulff |                             | 4:17    |  |

## Desempenho nas paradas de sucesso
| Parada (2009)                             | Melhor posição |
| ----------------------------------------- | -------------- |
| Espanha—PROMUSICAE                        | 3              |
| Estados Unidos—Billboard 200              | 44             |
| Estados Unidos—Billboard Latin Pop Albums | 1              |
| Estados Unidos—Billboard Top Latin Albums | 2              |
| México—Mexican Albums Chart               | 2              |